# Montégut-Plantaurel
Montégut-Plantaurel (Okzitanisch: Montagut de Plantaurèl) ist eine französische Gemeinde mit 319 Einwohnern (Stand: 1. Januar 2022) im Département Ariège in der Region Okzitanien; sie gehört zum Arrondissement Foix und ist Mitglied im Gemeindeverband L’Agglo Foix-Varilhes. Die Einwohner werden Montagutains und Montagutaines genannt.

## Geografie

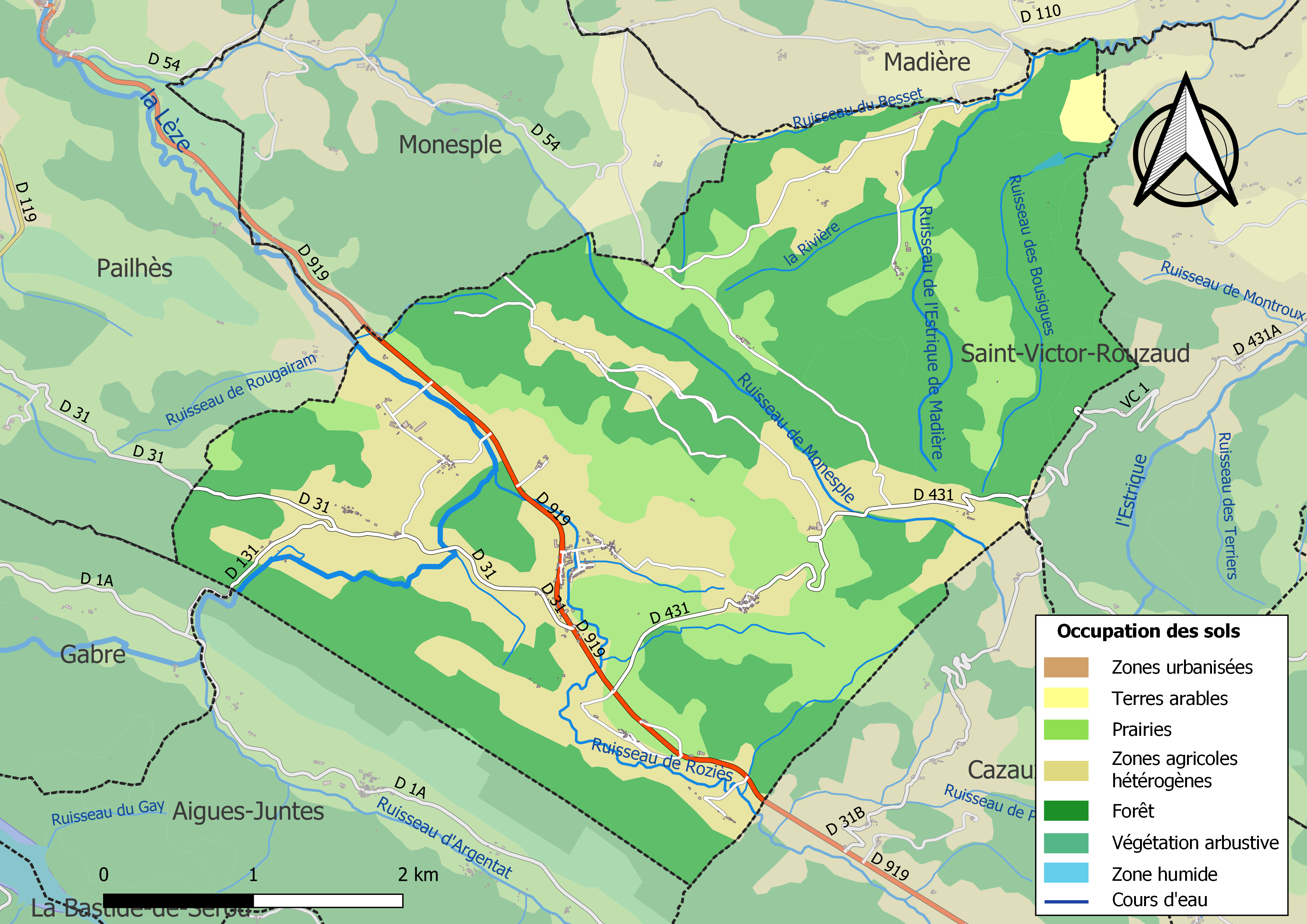
Bodennutzung, Hydrografie und Infrastruktur der Gemeinde

Montégut-Plantaurel ist historisch und kulturell Teil des Pays de Foix und liegt etwa 15 Kilometer nordwestlich von Foix sowie etwa 60 Kilometer südlich von Toulouse am nördlich des Plantaurel-Massivs. Die Gemeinde besteht aus zahlreichen Weilern und Streusiedlungen sowie Einzelgehöften. Montégut-Plantaurel befindet sich im Einzugsgebiet der Garonne und von der Lèze, vom Ruisseau de l’Estrique de Madière, vom Ruisseau de Monesple, vom Ruisseau de Roziès, vom Bach La Rivière, vom Ruisseau de Marrouch, vom Ruisseau de Rougairam, vom Ruisseau des Bousigues, vom Ruisseau du Besset und von verschiedenen kleineren Bächen entwässert. Das Gemeindegebiet ist Teil des Regionalen Naturpark Pyrénées Ariégeoises und von zwei ZNIEFF-Naturgebieten. Gut die Hälfte der Fläche der Gemeinde ist bewaldet, der restliche Teil wird landwirtschaftlich genutzt.
Umgeben wird Montégut-Plantaurel von den Nachbargemeinden Madière im Nordwesten und Norden, Saint-Victor-Rouzaud im Osten, Cazaux im Südosten, Aigues-Juntes und Gabre im Südwesten, Pailhès im Westen sowie Monesple im Nordwesten.

## Geschichte
Erstmalige Erwähnung des Orts in einer Schenkungsurkunde zweier Edelleute an Graf Roger-Bernard I. von Foix im Jahr 1170. Der Graf lässt daraufhin ein Schloss errichten. Auf Anweisung von Kardinal Richelieu wird das Schloss 1625 geschleift. Im Mittelalter lag der Ort innerhalb der Grafschaft Foix, die von 1607 bis zur Französischen Revolution eine Krondomäne des Königs von Frankreich war. Die Gemeinde gehörte von 1793 bis 1801 zum District Tarascon. Zudem lag Montégut-Plantaurel von 1793 bis 1984 innerhalb des Kantons Foix und von 1984 bis 2015 innerhalb des Kantons Varilhes. Die Gemeinde war von 1801 bis 1926 und von 1942 bis 2016 erneut dem Arrondissement Pamiers zugeteilt. Zwischen 1926 und 1942 und seit 2017 gehört sie zum Arrondissement Foix.
Die Gemeinde in ihrem heutigen Umfang entstand zwischen 1790 und 1794 durch die Vereinigung der Gemeinden Cubières, Fourniols, Lafage, La Rivière und Montegut . Den heutigen Namen erhielt sie am 25. Oktober 1921. Vorher (seit 1793) war ihr Name Montégut de Varilhes. Im Zweiten Weltkrieg war das unbewohnte Schloss de la Hille ein Heim des Schweizerischen Roten Kreuzes für jüdische Kinder.

## Bevölkerungsentwicklung

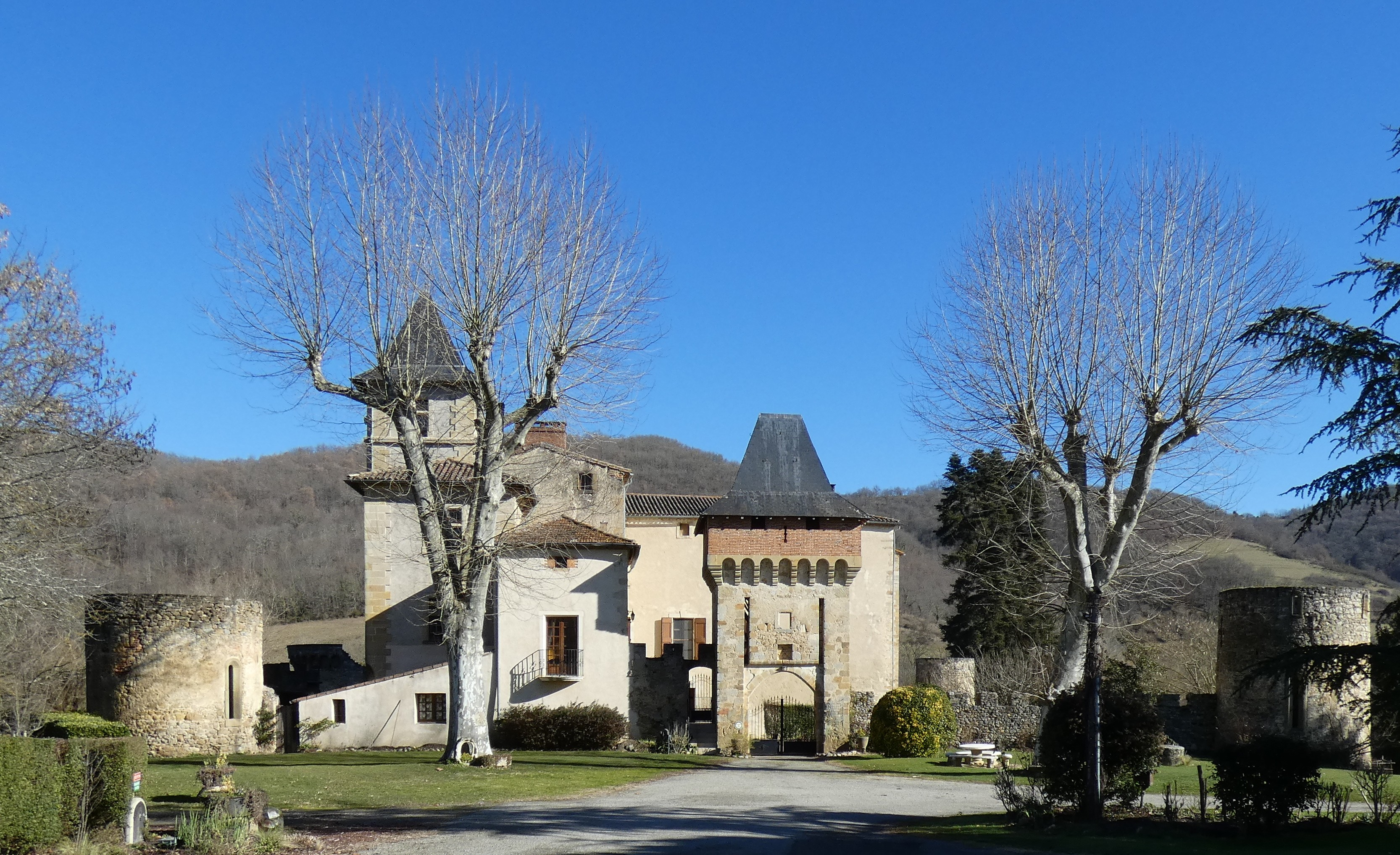
Château de la Hille

| Jahr                       | 1962 | 1968 | 1975 | 1982 | 1990 | 1999 | 2006 | 2013 | 2020 |
| Einwohner                  | 231  | 210  | 171  | 179  | 253  | 267  | 311  | 337  | 335  |
| Quellen: Cassini und INSEE |      |      |      |      |      |      |      |      |      |

## Sehenswürdigkeiten
- Kirche Notre-Dame-de-l’Assomption (ursprünglich Saint-Sernin) aus dem 19. Jahrhundert im Weiler Sabarthès
- Schloss La Hille, Kinderheim vor allem für staatenlose jüdische Kinder im Zweiten Weltkrieg
- Burgruine Montégut
- Skulptur L’Archétype-Agora des Künstlers Christian Louis
- Gedenkplatte für die Gefallenen[2]
- Drei Wegkreuze

## Verkehr
Die Departementsstraße 919 durchquert das Gemeindegebiet und verbindet es mit Toulouse über Pailhès im Nordwesten und mit Foix über Cazaux im Südosten.